# Транспорт Хорватії
Транспорт Хорватії представлений автомобільним , залізничним , повітряним , водним (морським, річковим)  і трубопровідним , у населених пунктах  та у міжміському сполученні діє громадський транспорт пасажирських перевезень. Площа країни дорівнює 56 594 км² (127-ме місце у світі). Форма території країни — складна, виокремлюються дві частини, північна рівнинна видовжена широтно, західна гірська видовжена вздовж адріатичного узбережжя з північного заходу на південний схід; максимальна дистанція з півночі на південь (координатна) — 450 км, зі сходу на захід — 460 км. Географічне положення Хорватії дозволяє країні контролювати транспортні шляхи між країнами Центральної, Південної та Східної Європи; морські транспортні потоки в акваторії Адріатичного моря до Венеції (Італія), Словенії та Боснії і Герцеговини; вихід до вод Світового океану для Боснії і Герцеговини.

## Автомобільний
Загальна довжина автошляхів у Хорватії, станом на 2015 рік, дорівнює 26 958 км із твердим покриттям (1 416 км швидкісних автомагістралей) без нього (97-ме місце у світі). Згідно з даними одного з нещодавніх досліджень європейських автомобільних доріг, хорватські автошляхи є одними з найсучасніших і найбезпечніших на континенті. Це стало можливим внаслідок їх повної реконструкції. Цей крок був життєво необхідним, адже протягом останніх 20 років існування СФРЮ жодну дорогу в Хорватії капітально не відремонтували. Ще за часів Хорватської весни виникла ідея з'єднати два найбільші міста країни автомагістраллю. Але реалізація цього важливого проєкту блокувалася правлячою у той час комуністичною партією. Однак часи змінилися, і в 2005 році була урочисто відкрита ділянка автобану A1 Загреб — Спліт. Будівництво траси A2 Загреб  — Крапина — Мацель було завершено в 2007 році.

Автомагістралі Хорватії
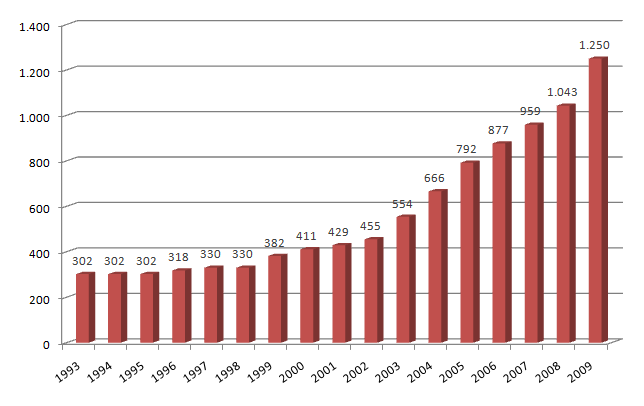
Динаміка розвитку хорватської мережі автомагістралей
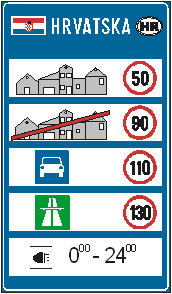
Дорожні знаки Хорватії

Станом на 2010 рік, будівництво чотирьох трас: A2 (Загреб-Крапина-Мацель), A3 (Загреб-Славонський Брод-сербський кордон), A4 (Загреб-Вараждин-угорський кордон) і A6 (Загреб — Рієка) завершено. Автомагістраль A1 між Загребом і Сплітом планують дотягнути до Дубровника, A5 (A3 — Осієк — угорський кордон) закінчено на дві третини, A7 (словенський кордон — Рієка — A1) закінчено на третину. Інші перебувають на початковій стадії будівництва або в стані розробки.
Туризм є найважливішою складовою для хорватської економіки, чимало туристів приїжджають на курорти країни на своїх автомобілях. Без адекватних доріг пересування по країні в літні місяці було б утруднено. Дороги є життєво необхідними для підтримки розвитку країни і для економічного зростання. Хорватія має достатню мережу доріг, тим більше як на країну, що недавно пережила Війну за незалежність.

### Автомагістралі
У Хорватії термін «автомагістраль» (хорв. autocesta) означає розділену дорогу з двома смугами в кожному напрямку та узбіччям праворуч, призначим для об'їзду можливих аварій. На знаку autocesta білим кольором на зеленому тлі намальована автомагістраль. Термін «швидкісне шосе» (хорв. brza cesta) означає дорогу з двома лініями в кожному напрямку і без узбіччя. «Напівмагістраль» (хорв. Polu-autocesta) — це двосмугова нерозділена дорога, коли одна дорога закрита на ремонт. Автомагістралі та деякі шосе Хорватії позначаються літерою «А», швидкісні шосе — літерою «B», а європейські шосе — літерою «E».

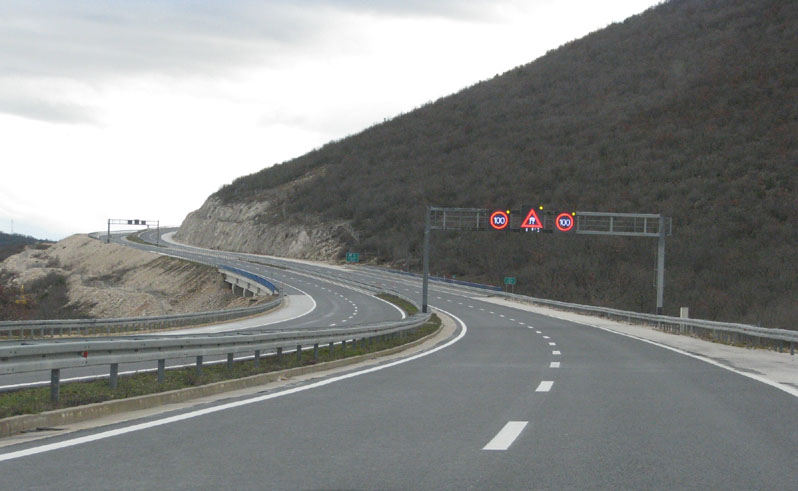
Автомагістраль A1 поблизу Трогіра
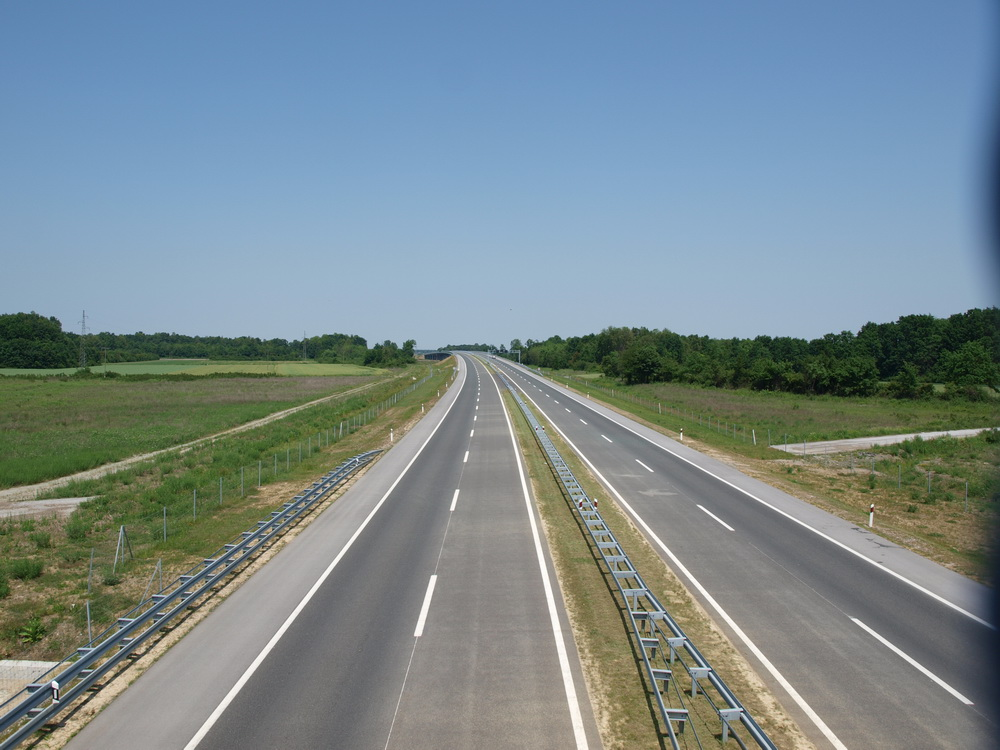
A5, «Славонська» автомагістраль
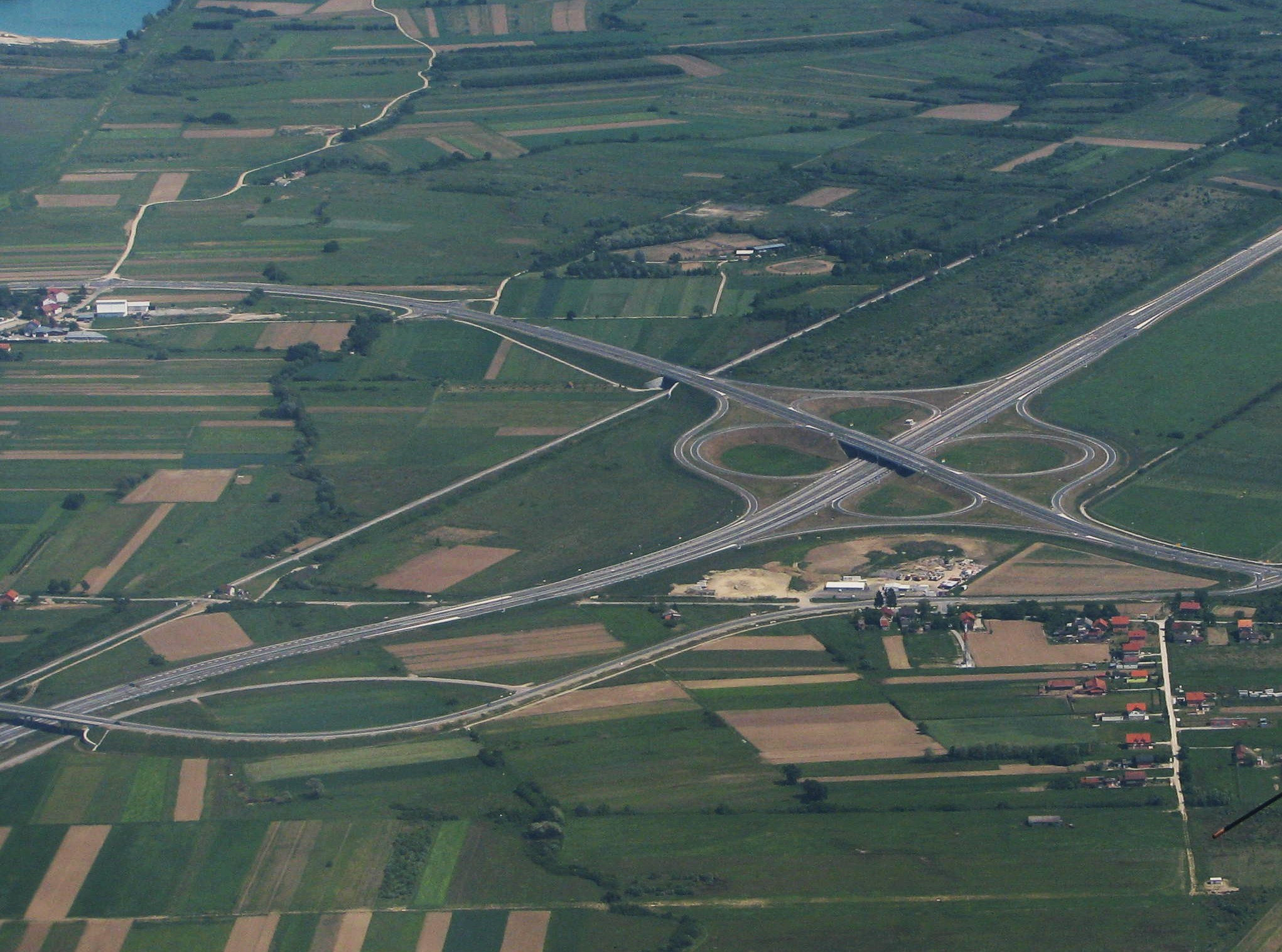
Перехрестя на автомагістралі A11 в районі Великої Гориці
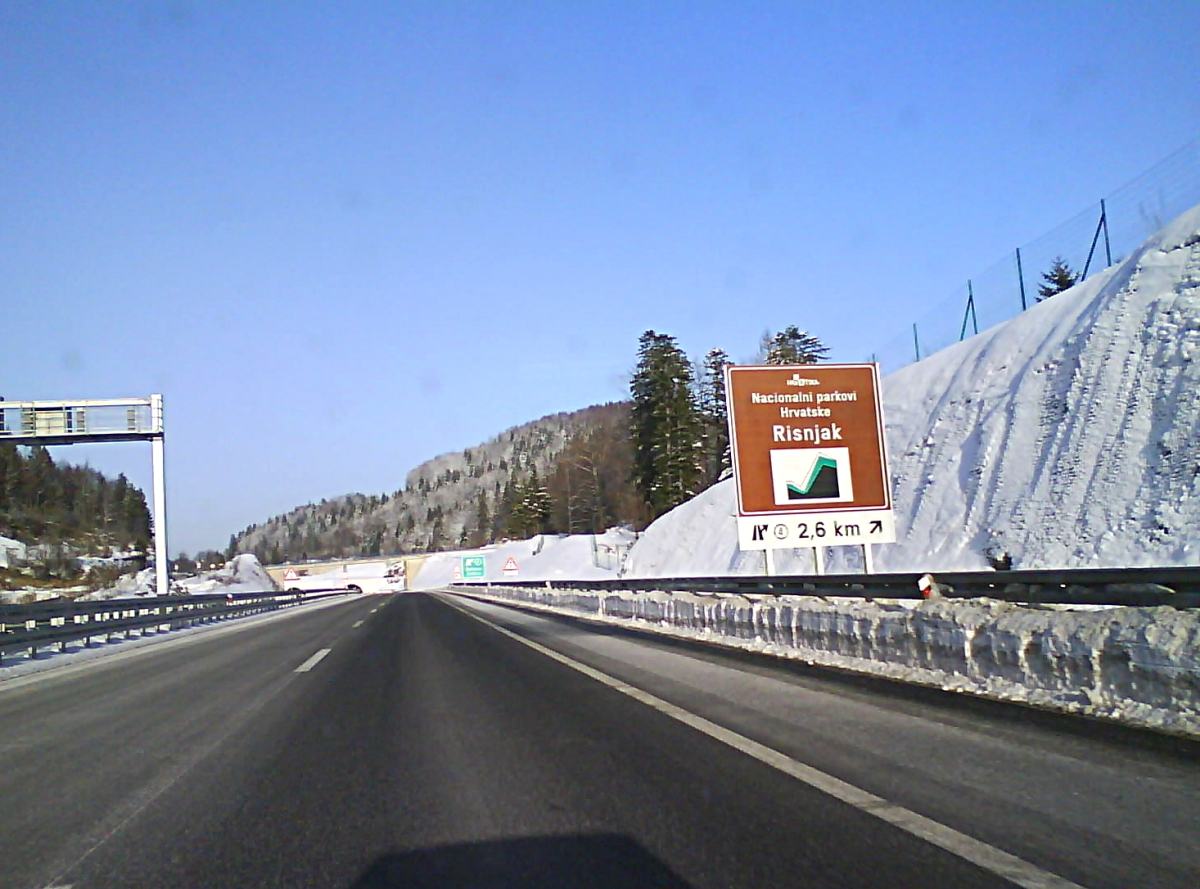
Автомагістраль A6 неподалік від з'їзду до національного парку Рісняк взимку
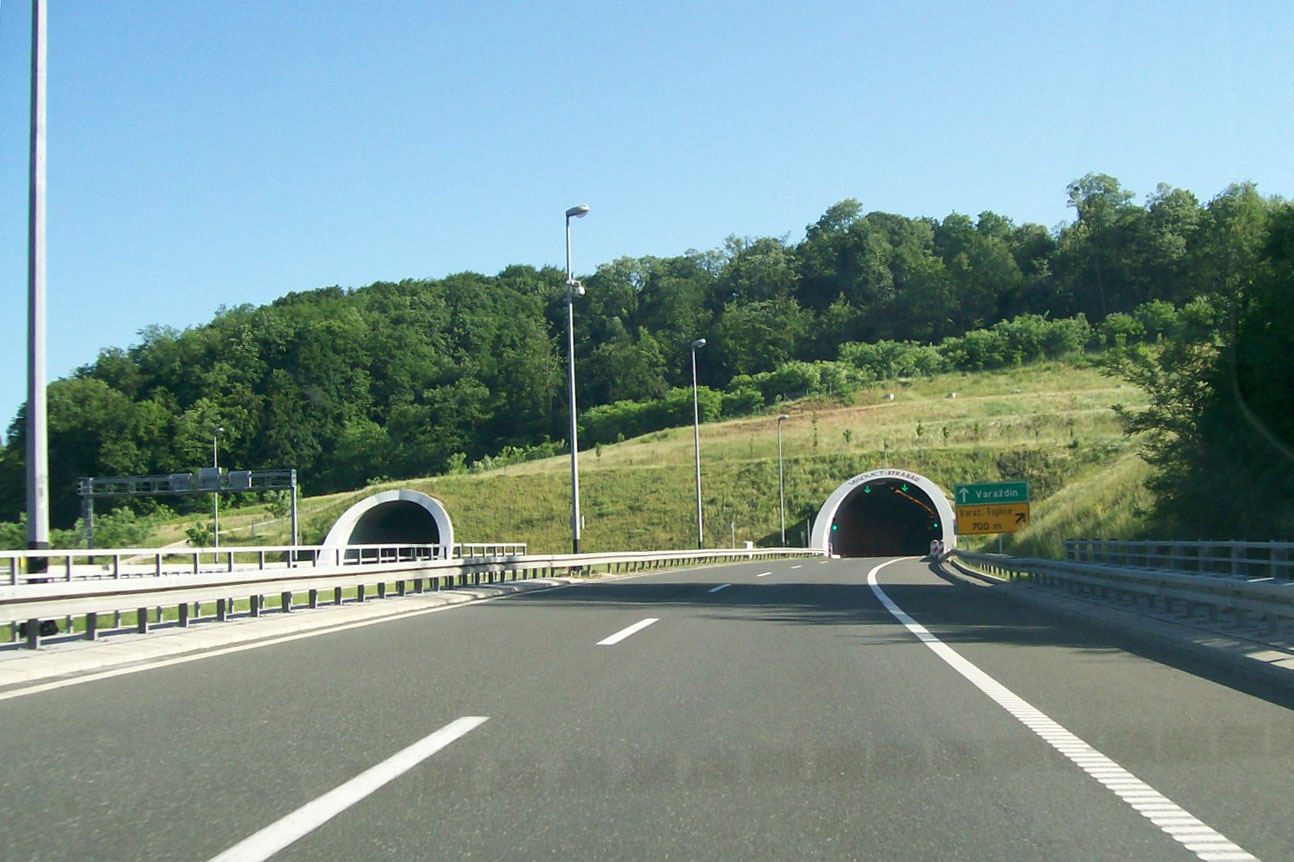
Автомагістраль A4 перед з'їздом на Вараждинське Топлиці

Швидкісні шосе і автомагістралі:
- A1, Загреб — Вргораць, 467 км;
  - заключна на 2010 рік ділянка була відкрита 22 грудня 2008 року;
  - в тунелях Мала-Капела і Светий Рок 29 травня 2009 року був відкритий рух двома смугами;
- A2, Загреб — Крапина — Мацель (E59);
  - відкрито у травні 2007 року;
- A3, кордон Словенії — Загреб — Липовац (кордон із Сербією) (E70);
- A4, угорський кордон — Чаковец — Вараждин — Загреб (E71);
- A5, Осієк — Среданці;
- А6, Загреб — Рієка;
  - Ділянка Загреб-Босильєво належить до шосе A1.
- A7, кордон Словенії — Рієка — Бакар: відкрито 30 червня 2005 року (E61) (Е65);
- A8 (B8), Рієка — тунель Учка — Канфанар;
- A9 (B9), кордон Словенії — Умаг — Ровінь — Канфанар — Воднян — Пула, відкрита в червні 2005 року (E751). На ділянці «Канфанар — Пула» магістраль була відкрита в червні 2010 року. 14 червня 2011 року було відкрито рух чотирма смугами на ділянці «Умаг — Канфанар» (тобто на 8 місяців раніше від запланованого);
- A10, боснійський кордон — Плоче;
- A11, Загреб (Якушевец: Сараєвське шосе) — Велика Гориця — Лекеник — Сисак (— Бихач?);
  - відкрито 9 травня 2009 року, Велика Гориця — Бушевец;
- A12, Загреб (Света Гелена) — Врбовец — Крижевці — Копривниця — Гола — угорський кордон (шосе нині будується)[5]. Роботи були офіційно відкриті 27 квітня 2009 року[6];
- A13, Врбовец — Градець — Беловар — Вировитиця — Терезино Поле — угорський кордон (шосе нині будується)[5]. Роботи були офіційно започатковані 27 квітня 2009 року[6];
- B31, східна кільцева автомагістраль Великої Гориці: Загреб (Вітчизняний міст) — Велика Гориця-південь;
- B502, Задар 2 на автомагістралі А1 (Латінскі Іслам) — Аеропорт «Задар» — Задар (Гажениця);
- B522, Горня Плоча (автомагістраль А1) — Удбина.

Шосе в процесі будівництва:
| Шосе | Ділянка                                | Довжина | Примітки                                        |
| ---- | -------------------------------------- | ------- | ----------------------------------------------- |
| A1   | Вргораць — Плоче                       | 10 км   | Завершення будівництва заплановано на 2012 рік  |
| A1   | Дубровник — Долі                       | 29,6 км |                                                 |
| A5   | Осієк — Белі Манастір                  | 25 км   | Завершення будівництва заплановано на 2012 рік  |
| A5   | Среданці — кордон Боснії і Герцеговини | 3,6 км  | Завершення будівництва заплановано на 2012 рік  |
| A11  | Якушевец — Велика Гориця               | 9,5 км  | Ділянка мала бути збудована в грудні 2009 року. |
| A11  | Бушевец — Лекеник                      | 11,2 км | Ділянку мали звести у 2010 році.                |
| A11  | Лекеник — Сисак                        | 17,8 км | Ділянку мають здати в експлуатацію в 2011 році. |

Дороги державного значення (хорв. Državne ceste) позначаються літерою «D» і номером дороги. Важливими державними шляхами є:
- D1, сполучає Загреб і Сплит — пролягає через Карловац, Слунь, Плитвіце, Кореницю, Книн, Сінь;
- D2, сполучає Вараждин і Осієк — пролягає через Копривницю, Вировитицю, Слатину, Нашиці;
- D8, сполучає Рієку та Дубровник (відомий як Адріатичне шосе), є частиною шосе E65 — минає уздовж узбережжя, сполучаючи чимало прибрежних міст, як то Цриквениця, Сень, Задар, Шибеник, Трогір, Спліт, Омиш, Макарська і Плоче.

Другорядні дороги позначаються на покажчиках літерою «Ž» і цифрою на жовтому тлі. Сільські дороги позначаються чотиризначною цифрою. Такі покажчики зустрічаються рідко на дорогах, переважно лише на докладних картах.

### Правила дорожнього руху
2004 року з'явилися нові правила дорожнього руху, згідно з якими запроваджено рішучі заходи безпеки — рівень алкоголю в крові автомобіліста не повинен перевищувати 0 ‰. Однак уже 2008 року цифру було змінено на 0,5 ‰. На виконання вимог безпеки, все нові хорватські тунелі мають безпечне обладнання та декілька контрольних центрів, які контролюють трафік на автомагістралях. Усі дорожні знаки у Хорватії відповідають Віденській конвенції про дорожні знаки і сигнали.
Обмеження швидкості:
- в населених пунктах — 50 км/год;
- поза населеними пунктами — 90 км/год;
- на автострадах — 110 км/год;
- на деяких магістралях — 130 км/год.

### Дорожний збір
Збір за користування шосе стягується майже повсюдно. Оплачується в кунах, євро або кредитними картками. Існують дві системи оплати: відкрита і закрита. Відкриту систему використовують на мостах, тунелях. Згідно з нею оплата відбувається в пропускному пункті негайно. По закритій системі, автомобіліст проїжджає через два пункти — на першому він отримує квитанцію, а на другому її оплачує згідно з розрахунками.
Hrvatske ceste, хорватська компанія, що володіє дорогами, обкладає додатковими зборами важкий транспорт. Існує сервіс в Інтернеті, що дозволяє розрахувати вартість користування хорватськими дорогами.
Сплатити збір можна наступними видами пластикових карток:
- Смарт-картки. У серпні 2007 року така карта коштувала 20 кун. Дає знижку 10 %.
- Сезонні смарт-картки дають автолюбителям знижку 23,5 % під час певних 5 місяців.
- Система автоматичного збору мита (хорв. Elektronička naplata cestarine) — сукупність пристроїв для стягнення плати за проїзд платною дорогою без зупинки транспортного засобу. Звільняє автовласників від стояння в черзі для оплати збору в спеціальних пунктах.

## Залізничний
Загальна довжина залізничних колій країни, станом на 2014 рік, становила 2 722 км (61-ше місце у світі), з яких 2 722 км стандартної 1435-мм колії (985 км електрифіковано). Залізниця у Хорватії потребує термінової модернізації, оскільки після розпаду СФРЮ значних інвестицій у залізничний транспорт країни не надходило. Чимало ділянок лишаються неелектрифікованими та одноколійними. Поступово відбувається модернізація залізничних шляхів, що уможливлює підвищення швидкостей потягів: так, на відрізку лінії Загреб — Новська — Вінковці максимальна швидкість руху потягів зросла з 80 км/год до 120 км/год, заплановано також збільшити швидкість на певних ділянках до 160 км/год. Також у перспективі прискорення потягів на відтинку Угорщина — Белі Манастір — Осієк — Джаково — Славонський Шамаць до 160 км/год по всій довжині. Електрифікація запланована на наступний етап. Офіційний рекорд швидкості потяга у Хорватії становить 181 км/год, що дещо нижче встановленої межі 200 км/год. Але допоки з такою швидкістю пасажирів не перевозять, а лише готують один вид локомотива до такої швидкості й модернізують ще декілька вагонів для швидкісної їзди.

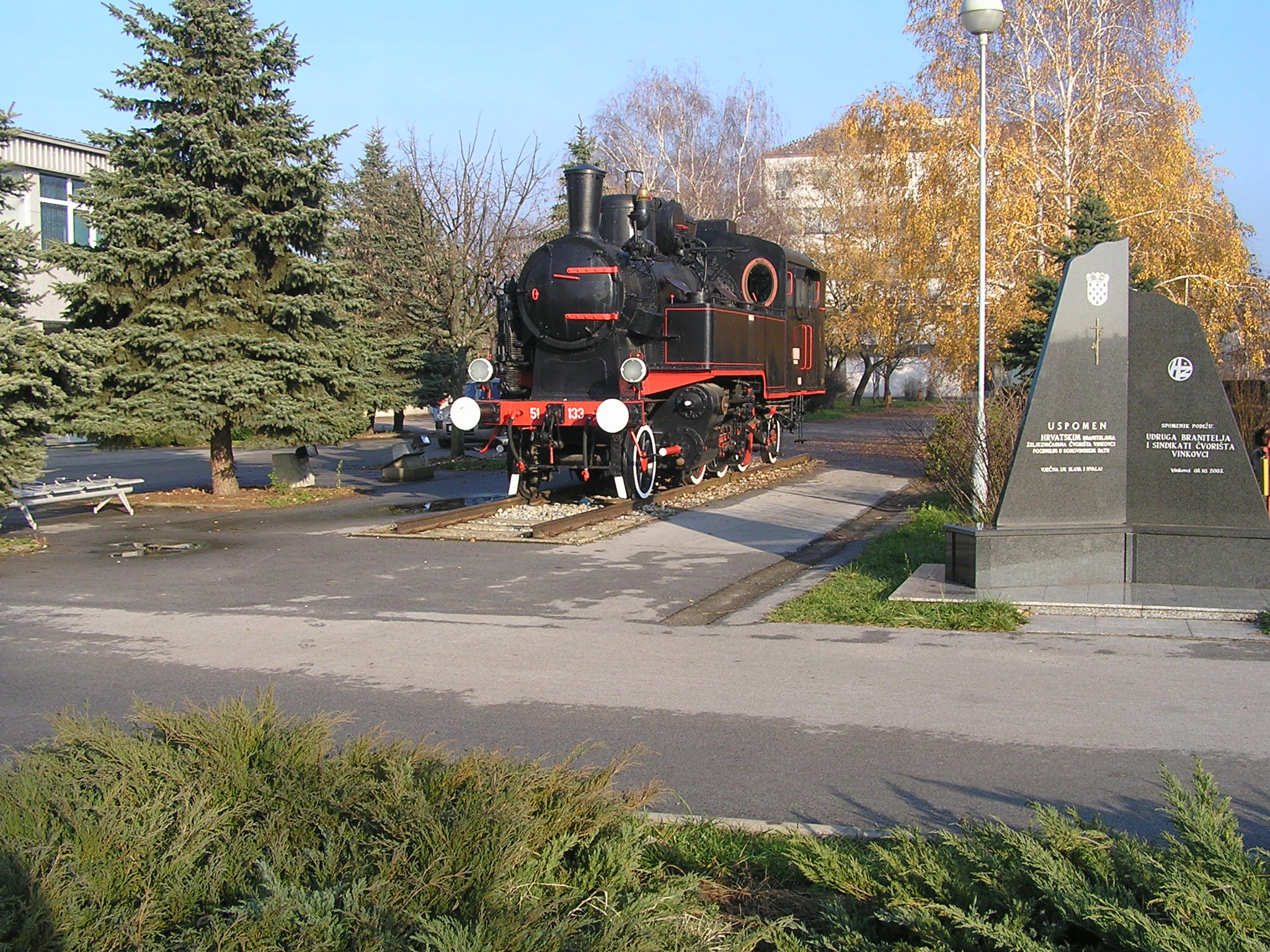
Паротяг-пам'ятник у місті Вінковці
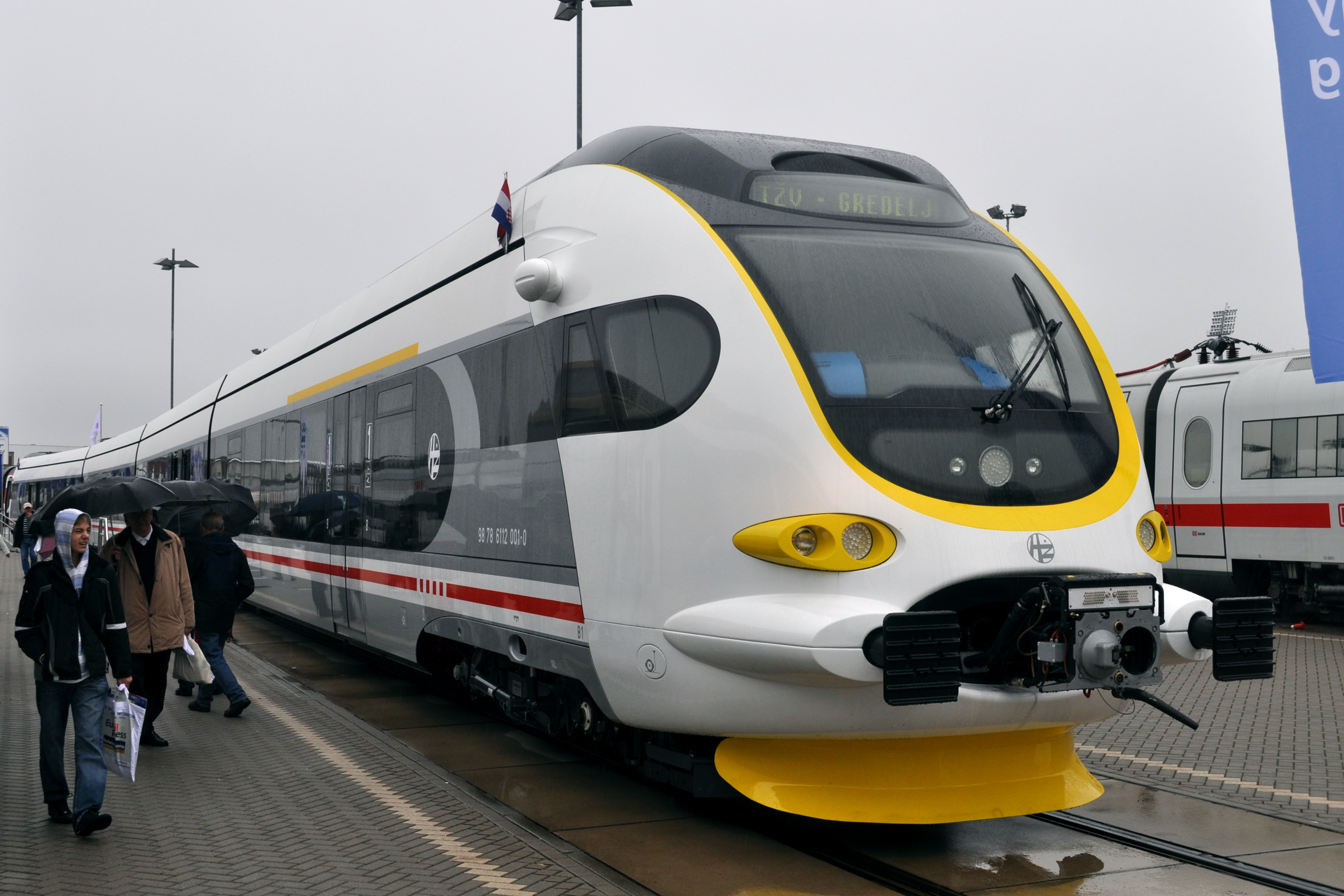
Нові електропотяги «Končar», 2010 рік, Берлін
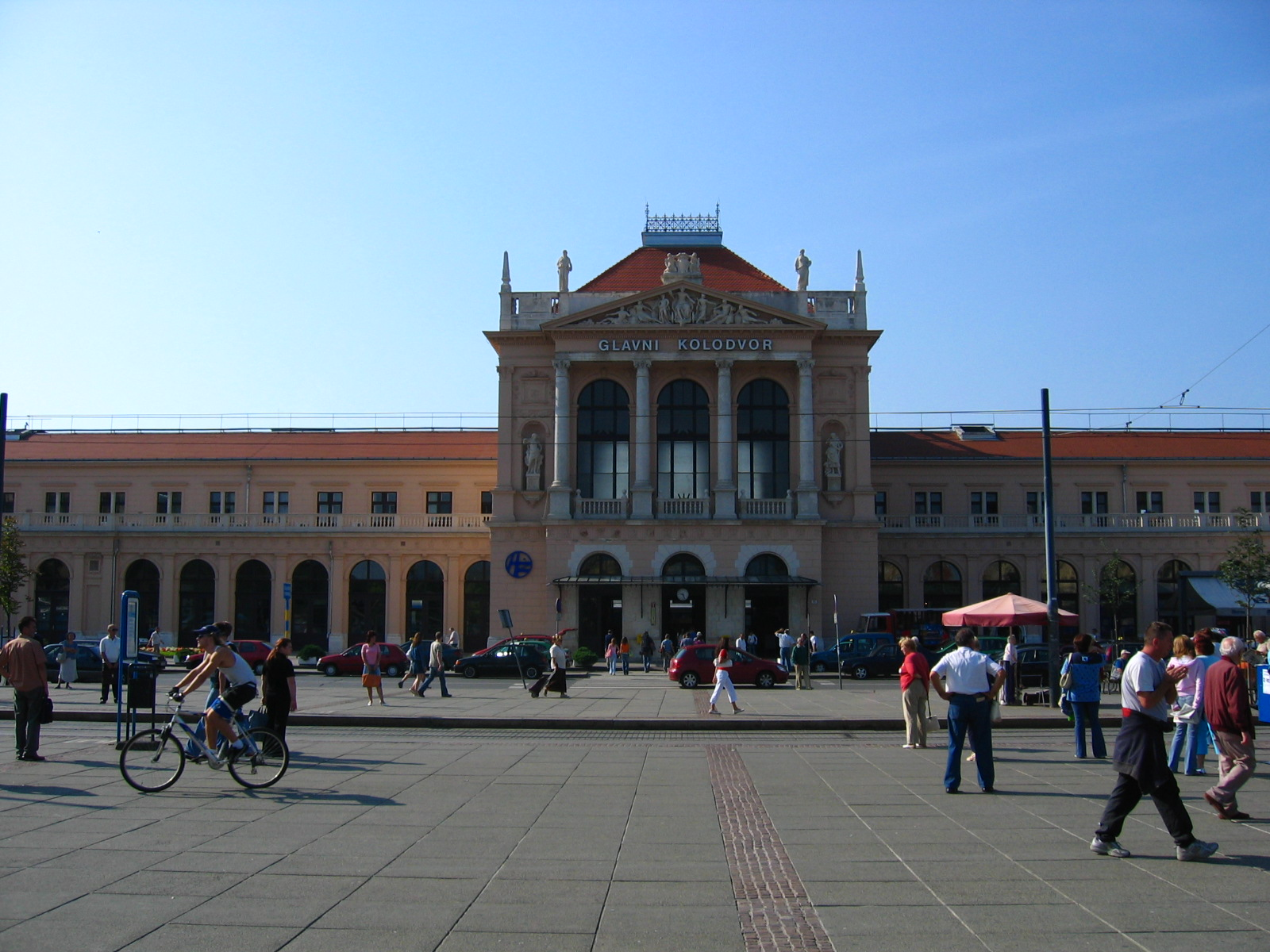
Загребський головний вокзал (хорв. Zagrebački Glavni kolodvor)

Найважливіші лінії:
- Загреб — Вінковці;
- Загреб — Осієк;
- Загреб — Рієка;
- Загреб — Спліт.

Залізницею можна дістатися до Словенії, Угорщини, Боснії і Герцеговини та Сербії.
Хорватські залізниці (хорв. Hrvatske željeznice; HŽ) — національна залізнична компанія Хорватії. Хорватські залізниці 2010 року представили першу серію сучасних потягів з кузовом, що нахиляється, які були замовлені в німецькому відділенні компанії Bombardier. Вони успішно перевозять пасажирів між двома найбільшими містами Хорватії горбистим маршрутом Загреб — Спліт, а також почасти маршрутом Інтерсіті, що пролягає континентальною частиною країни. Потяги є більш комфортабельними в порівнянні зі звичайними, менш гучними, а також більш швидкими — якщо в звичайному поїздка триває 9 годин, то в такому не більше 5,5 годин. У подальших планах подовження маршруту в межах континентальної частини Хорватії. Хорватська залізниця планує відродити залізничний рух, поліпшуючи надалі сервіс, щоб скласти серйозну конкуренцію автомобільним перевезенням, зокрема, під час літнього періоду відпусток.
Також Хорватська залізниця планує представити високошвидкісну магістраль, щоб не відставати від ЄС. Будівництво абсолютно нової лінії від Карловаця до Рієки і реконструкція лінії від кордону з Угорщиною до Карловаця намічені на кінець 2007 року. Лінію повинні повністю електрифікувати: її довжина становить 269 км, що на 61 км коротше за існуючу. Шлях із Загреба до Рієки буде коротшим на годину порівняно з сьогоднішніми 4 годинами. Цю лінію побудують спочатку, щоб обслуговувати зростаючий потік товарів до морського порту Рієка, які звідти транспортуються у багатьох напрямках до Центральної та Східної Європи.

## Повітряний
У країні, станом на 2013 рік, діє 69 аеропортів (72-ге місце у світі), з них 24 із твердим покриттям злітно-посадкових смуг і 45 із ґрунтовим. Шість аеропортів приймають регулярні міжнародні рейси: Загреб, Спліт, Дубровник, Задар, Рієка та Пула. Три аеропорти — Брач, Лошинь та Осієк приймають, здебільшого, місцеві рейси, а також чартери в туристичний сезон.
Аеропорти країни за довжиною злітно-посадкових смуг розподіляються наступним чином (у дужках окремо кількість без твердого покриття):
- довші за 10 тис. футів (>3047 м) — 2 (0);
- від 10 тис. до 8 тис. футів (3047-2438 м) — 6 (0);
- від 8 тис. до 5 тис. футів (2437—1524 м) — 3 (1);
- від 5 тис. до 3 тис. футів (1523—914 м) — 3 (6);
- коротші за 3 тис. футів (<914 м) — 10 (38)[1].

У країні, станом на 2015 рік, зареєстровано 3 авіапідприємства, які оперують 46 повітряними суднами. Серед великих авіакомпаній на хорватському ринку авіаперевезень — Croatia Airlines (головний оператор місцевих рейсів), Lufthansa та British Airways. Міжнародні рейси вони виконують, головним чином, під час туристичного сезону. Рейс до Хорватії виконують кілька бюджетних перевізників: EasyJet, Flyglobespan, Germanwings, TUIfly, Ryanair, Thomson і Wizz Air.
За 2015 рік загальний пасажирообіг на внутрішніх і міжнародних рейсах становив 1,78 млн осіб. За 2015 рік повітряним транспортом було перевезено 775,32 тис. тонно-кілометрів вантажів (без врахування багажу пасажирів).
У країні, станом на 2013 рік, споруджено і діє 1 гелікоптерний майданчик.

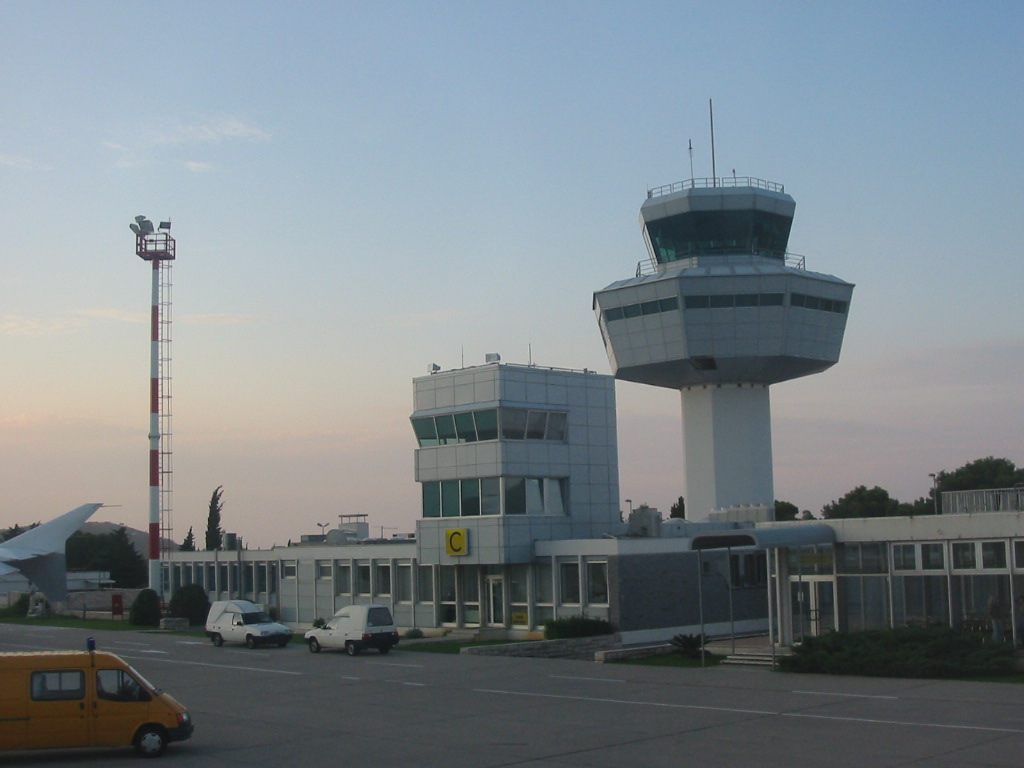
Аеропорт «Дубровник»
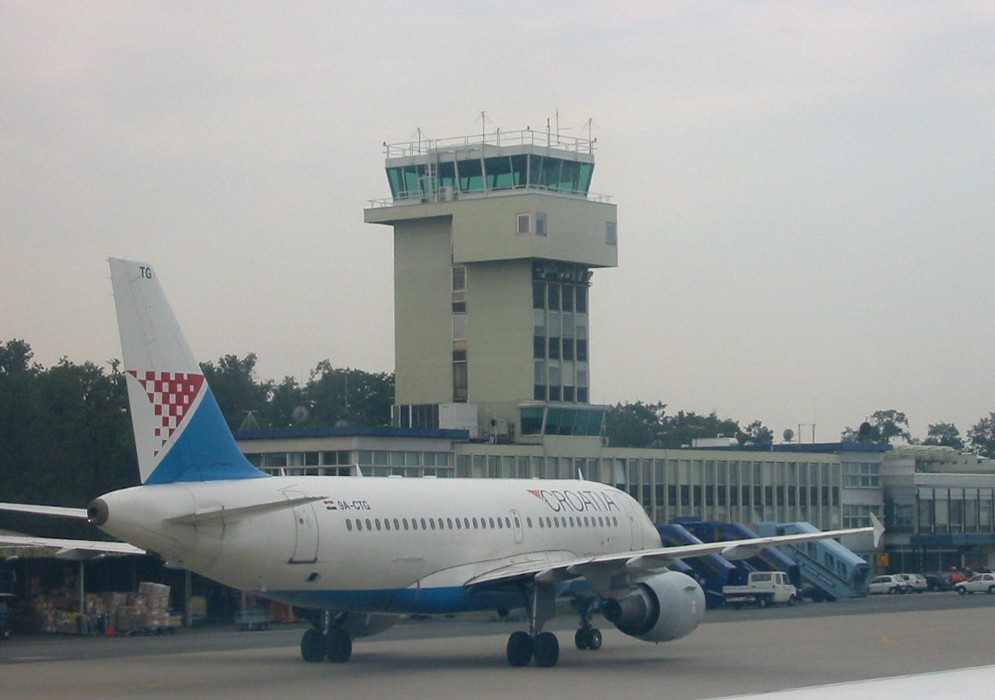
Аеропорт «Загреб»

Хорватія є членом Міжнародної організації цивільної авіації (ICAO). Згідно зі статтею 20 Чиказької конвенції про міжнародну цивільну авіацію 1944 року, Міжнародна організація цивільної авіації для повітряних суден країни, станом на 2016 рік, закріпила реєстраційний префікс — 9A, оснований на радіопозивних, виділених Міжнародним союзом електрозв'язку (ITU). Аеропорти Хорватії мають літерний код ІКАО, що починається з — LD.

## Водний

### Морський
Хорватія має декілька портів на адріатичному узбережжі, уздовж якого розташовуються 66 населених островів, добиратися до континенту з яких можливо лише морем. Дуже зручною є поромна переправа в Дубровнику, адже південний окрай Хорватії відокремлений від основної території країни вузькою смугою, яка належить Боснії і Герцеговині. Головні морські порти країни: Плоче — стратегічно важливий для Боснії і Герцеговини, Рієка — найбільший, Шибеник, Спліт — найбільший пасажирський термінал. Нафтовий термінал в Оміші (Омішаль). Інші важливі морські порти: Дубровник, Дугі-Рат, Пула, Задар.

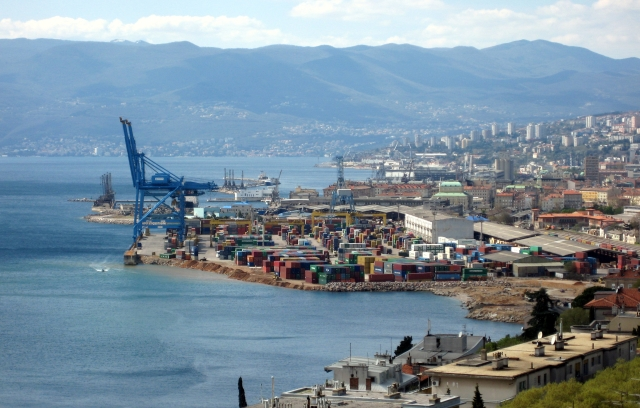
Рієцький морський порт — найбільший у Хорватії
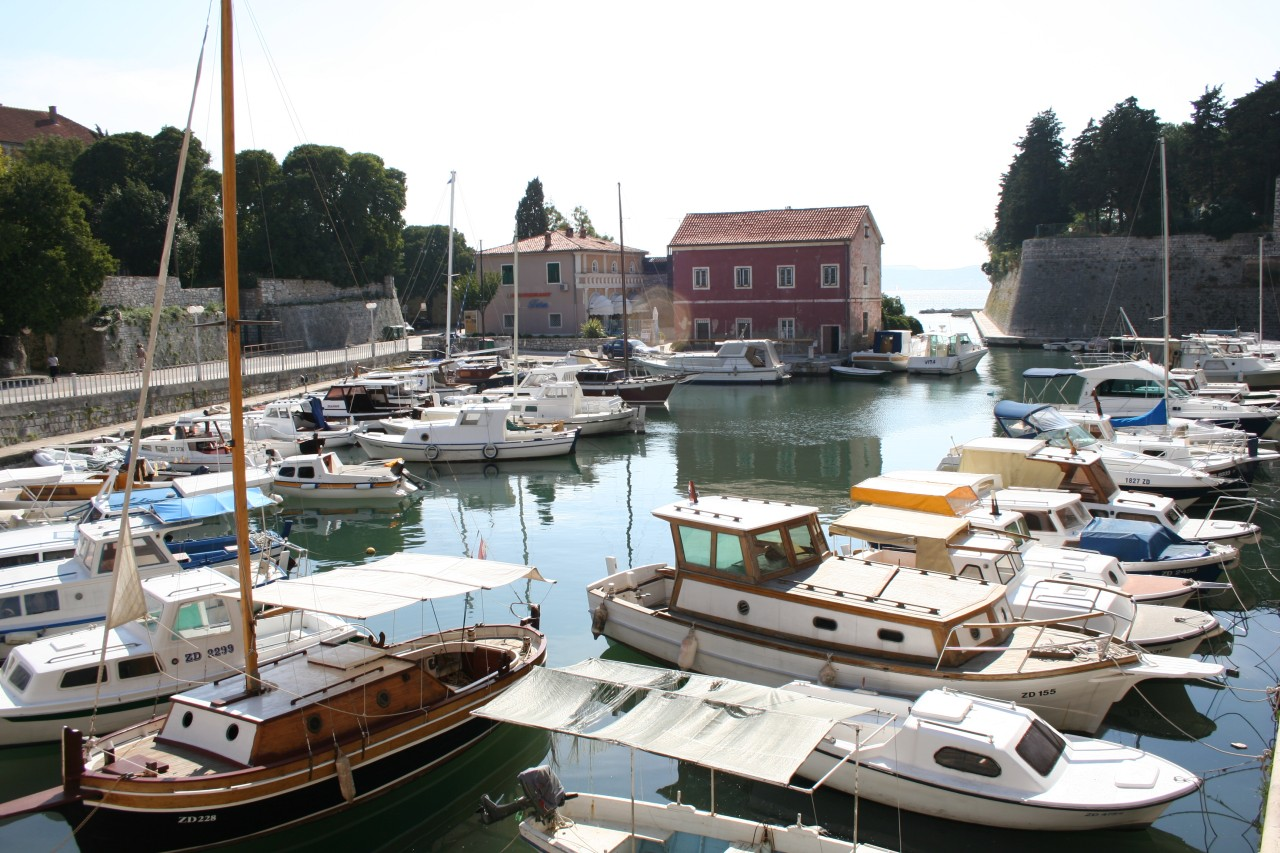
Марина Задара
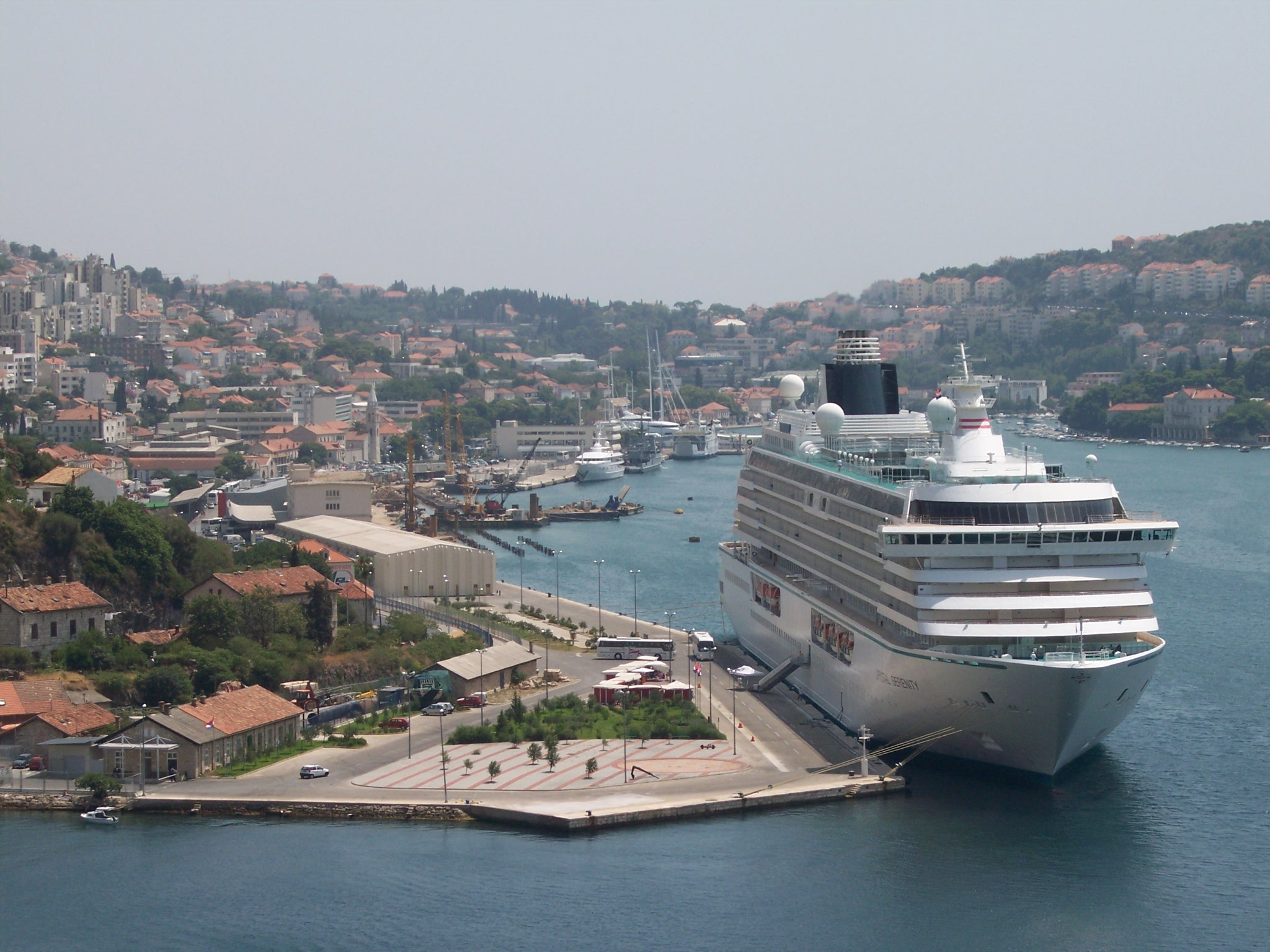
Корабель «Кристал Сереніті» у гавані Дубровника
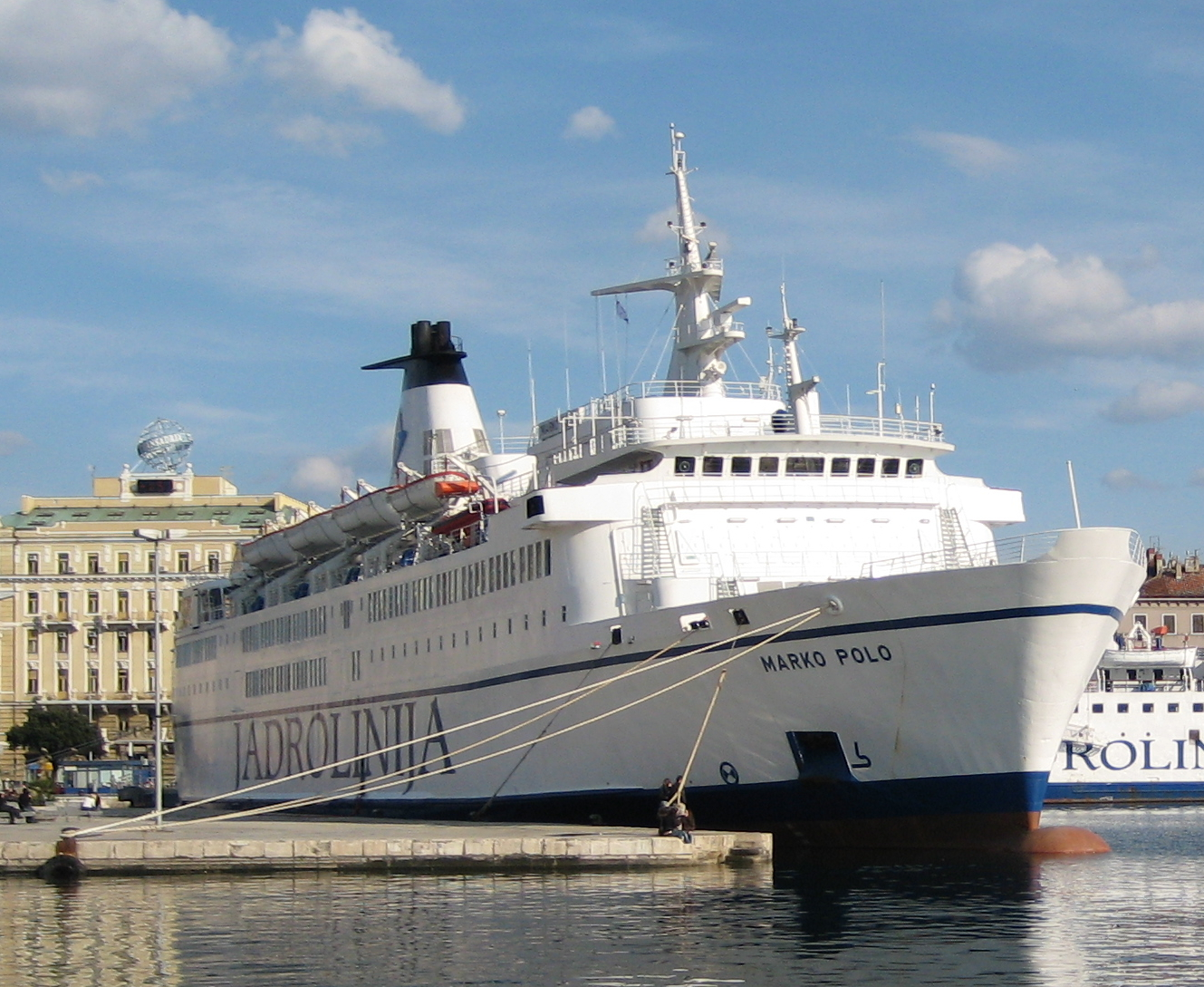
Корабель «Марко Поло» у Рієці, 1972 рік

Морський торговельний флот країни, станом на 2010 рік, складався з 77 морських суден з тоннажем більшим за 1 тис. реєстрових тонн (GRT) кожне (57-ме місце у світі), з яких: балкерів — 24, суховантажів — 7, танкерів для хімічної продукції — 8, вантажно-пасажирських суден — 27, нафтових танкерів — 10, рефрижераторів — 1.
Станом на 2010 рік, кількість морських торговельних суден, що ходять під прапором країни, але є власністю інших держав — 2 (Норвегії — 2); зареєстровані під прапорами інших країн — 31 (Багамських Островів — 1, Белізу — 1, Ліберії — 1, Мальти — 6, Маршаллових Островів — 12, Панами — 2, Сент-Вінсенту і Гренадин — 8).

### Річковий
Найважливіша внутрішня водна магістраль країни — Дунай, який сполучає Східну і Центральну Європу. Загальна довжина судноплавних ділянок річок і водних шляхів, доступних для суден з дедвейтом понад 500 тонн, 2009 року становила 785 км (73-тє місце у світі). Річки Хорватії з навігацією протягом усього року: Дунай — від Батина до Ілока; Сава — річковий термінал у Сисаку.
Головні річкові порти країни: Вуковар на Дунаї, Сисак, Славонський Брод, Жупаня, Осієк.

## Трубопровідний
Загальна довжина газогонів у Хорватії, станом на 2011 рік, становила 2 410 км; нафтогонів — 610 км.

## Міський громадський
На противагу слабко розвиненому залізничному сполученню, автобуси є найбільш доступними, дешевими та широковживаними громадянами. Автобусний рух усередині країни є дуже розгалуженим, відтак автобусом легко дістатися навіть у віддалені куточки Хорватії. Майже всі автобуси на маршрутах усередині країни обладнані кондиціонуванням повітря, що дуже комфортно для пасажирів. Хорватський уряд постановив, що автобуси, які використовуються для пасажироперевезень, повинні бути не старші за 12 років. Із Хорватії курсують маршрути до сусідніх країн (Словенія, Боснія і Герцеговина, Сербія та інші), а також в Австрію, Німеччину, Швейцарію та інші європейські країни. Міжнародні автобуси відповідають європейським стандартам.

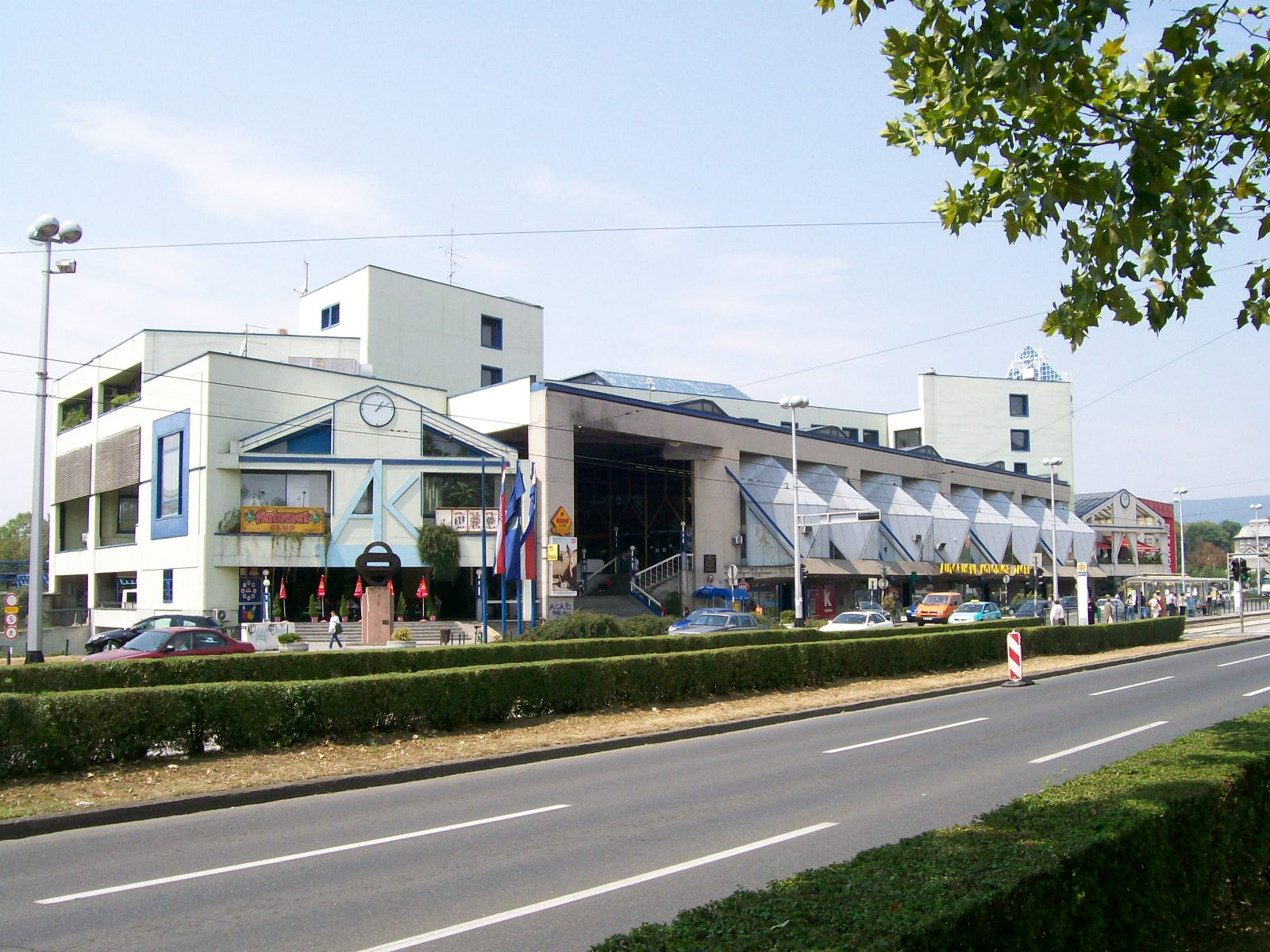
Автовокзал Загреба

Столиця країни Загреб має найбільший і найсучасніший автобусний вокзал у Хорватії. Він розташований у центрі міста на проспекті Марина Држича. Там розташовані спеціальні стоянки, паркінг. Автостанція також знаходиться біля центрального залізничного вокзалу (1,1 км на схід). Поруч проходять трамвайні маршрути.

## Державне управління
Держава здійснює управління транспортною інфраструктурою країни через міністерство морських справ, транспорту та інфраструктури. Станом на 2 червня 2016 року міністерство в уряді Тихомира Орешковича очолював Олег Буткович.

### Українською
- Атлас. 10-11 клас. Економічна і соціальна географія світу / упорядники :  О. Я. Скуратович, Н. І. Чанцева. — К. : ДНВП «Картографія», 2010. — ISBN 978-966-475-639-3.
- Атлас світу / голов. ред. І. С. Руденко ; зав. ред. В. В. Радченко ; відп. ред. О. В. Вакуленко. — К. : ДНВП «Картографія», 2005. — 336 с. — ISBN 9666315467.
- Безуглий В. В. Економічна і соціальна географія зарубіжних країн : Навчальний посібник. — К. : ВЦ «Академія», 2007. — 704 с. — ISBN 978-966-580-239-6.
- Безуглий В. В., Козинець С. В. Регіональна економічна і соціальна географія світу : Навчальний посібник. — видання 2-ге, доп., перероб. — К. : ВЦ «Академія», 2007. — 688 с. — ISBN 966-580-144-9.
- Дахно І. І. Країни світу: Енциклопедичний довідник / І. І. Дахно, С. М. Тимофієв. — К. : Мапа, 2011. — 606 с. — (Бібліотека нового українця) — ISBN 978-966-8804-23-6.
- Дахно І. І. Економічна географія зарубіжних країн : навчальний посібник. — К. : Центр учбової літератури, 2014. — 319 с. — ISBN 978-611-01-0682-5.
- Дорошенко В. І. Географія транспорту : Навчальний посібник / В. І. Дорошенко, К. Д. Діденко. — К. : Київський нац. ун-т ім. Т. Шевченка, 2010. — 183 с. — ISBN 978-966-439-329-1.
- Дубович І. А. Країнознавчий словник-довідник. — 5-те вид., перероб. і доп. — К. : Знання, 2008. — 839 с. — ISBN 978-966-346-330-8.
- Економічна і соціальна географія країн світу : Навчальний посібник / За ред. С. П. Кузика. — Л. : Світ, 2002. — 672 с. — ISBN 966-603-178-7.
- Зарубіжна транспортна географія : навчальний посібник / уклад. : Петрашевський О. Л. и др. — К. : Національний транспортний університет, 2015. — 95 с. — ISBN 978-966-632-227-5.
- Юрківський В. М. Регіональна економічна і соціальна географія. Зарубіжні країни : Підручник. — К. : Либідь, 2001. — 416 с. — ISBN 966-06-0092-5.

### Англійською
- (англ.) Modern Transport Geography / Hoyle, B. and R. Knowles (eds). — Second Edition,. — London : Wiley, 1998.
- (англ.) Rodrigue, J-P. The Geography of Transport Systems. — Fourth Edition. — N. Y. : Routledge, 2017. — 440 с. — ISBN 978-1138669574.
- (англ.) Taaffe E. J., Gauthier H. L. and O'Kelly M. E. Geography of transportation. — Second Edition. — N. Y. : Prentice Hall, 1996. — ISBN 0-13-368572-1.
- (англ.) Black, W. Transportation: A Geographical Analysis. — N. Y. : Guilford, 2003.

### Російською
- (рос.) Максаковский В. П. Географическая картина мира. Книга I: Общая характеристика мира. — М. : Дрофа, 2008. — 495 с. — ISBN 978-5-358-05275-8.
- (рос.) Максаковский В. П. Географическая картина мира. Книга II: Региональная характеристика мира. — М. : Дрофа, 2009. — 480 с. — ISBN 978-5-358-06280-1.
- (рос.) Физико-географический атлас мира. — М. : Академия наук СССР и главное управление геодезии и картографии ГГК СССР, 1964. — 298 с.
- (рос.) Шаповал Н. С. Транспортная география и транспортные системы мира : учебное пособие. — К. : Центр учбової літератури, 2006. — 188 с. — ISBN 000-0000-00-4.
- (рос.) Экономическая, социальная и политическая география мира. Регионы и страны / под ред. С. Б. Лаврова, Н. В. Каледина. — М. : Гардарики, 2002. — 928 с. — ISBN 5-8297-0039-5.
- (рос.) Энциклопедия стран мира / глав. ред. Н. А. Симония. — М. : НПО «Экономика» РАН, отделение общественных наук, 2004. — 1319 с. — ISBN 5-282-02318-0.